# Eesti Televisioon
Eesti Televisioon, meglio noto attraverso l'acronimo ETV, è la prima emittente televisiva di Eesti Rahvusringhääling (ERR), l'ente radiotelevisivo pubblico dell'Estonia; di carattere generalista, l'emittente trasmette prevalentemente notiziari, programmi culturali d'intrattenimento e educativi.

## Storia
L'azienda è nata il 19 luglio 1955, giorno in cui ha iniziato le operazioni di teleradiodiffusione.
Il 1º gennaio 1993, ETV è stata ammessa come membro attivo dell'Unione europea di radiodiffusione (UER), che ha soppiantato la OIRT (Organizzazione internazionale della radiodiffusione e della televisione).
Si era valutata l'introduzione di un canone televisivo per gli spettatori, tuttavia il progetto è stato abbandonato.
Nel 2002 ha organizzato l'Eurovision Song Contest 2002 a Tallinn dopo la vittoria, nell'edizione precedente, di Tanel Padar, Dave Benton e dei 2XL.
Il 9 gennaio 2006 ETV ha lanciato un servizio di notizie online attivo 24/24h, ETV24 (oggi ERR Uudised).
Nel 2007, per decisione del Riigikogu, ETV ed Eesti Raadio (ER) si sono fuse dando vita all'Eesti Rahvusringhääling (ERR).
Nel 2010 ETV ha completato la transizione alla televisione digitale.